# Axxis
Axxis ist eine deutsche Hardrock-Band, die Ende der 1980er Jahre bekannt wurde. Als Erkennungszeichen der Band gilt unter anderem die markante und hohe Stimme von Sänger Bernhard Weiß. Die Band nahm im Laufe der Zeit Elemente des Power Metal in ihr Repertoire auf.

## Bandgeschichte
Axxis wurden vor 1988 gegründet. Die Band bestand 1988 aus Sänger Bernhard Weiß, Gitarrist Walter Pietsch, Bassist Werner Kleinhans und Schlagzeuger Richard Michalski. Nach einem nur aus einem Song bestehenden Demotape namens Tears of the Trees unterschrieben die vier bei EMI ihren ersten Plattenvertrag und wurden so praktisch über Nacht bekannt.
Das Debütalbum Kingdom of the Night erschien im Februar 1989 und schaffte den Sprung in die deutschen Albumcharts. Die Band spielt unter anderem Konzerte im Vorprogramm von Black Sabbath, das Album wurde auch in Europa, Australien, Japan, Kanada und den USA verkauft und erreichte Verkaufszahlen von über 100.000 Stück. Am Ende des Jahres wurde die Band für das bestverkaufte Debütalbum einer deutschen Rockband aller Zeiten ausgezeichnet.
Für das zweite Album nahm die Band Keyboarder Harry Oellers ins Line-Up auf. Das Zweitwerk Axxis II erschien im August 1990, begleitet von der ersten Headlinertournee durch Europa. Das Livealbum Access All Areas erscheint im Mai 1991 und festigte den Status der Band. 1993 schafften Axxis einen Eintrag ins Guinness-Buch der Rekorde: Knapp 100 Minuten nach ihrem Live-Auftritt im EMI-Presswerk in Köln waren bereits drei der Songs auf Vinyl gepresst. Diese Maxi war die letzte Schallplatte, die von ihrer damaligen Plattenfirma EMI-Electrola hergestellt wird.
Im gleichen Jahr waren Axxis mit The Big Thrill zurück, ihrem ersten in den USA aufgenommenen Album. Nach der Veröffentlichung spielten Axxis erstmals in Japan. Ein Best-of-Album namens Profile – The Best of Axxis sowie eine Akustik-Tour etablierte die Band im Land der aufgehenden Sonne. In Europa waren sie mit der russischen Band Gorky Park im Vorprogramm unterwegs. Im Anschluss an diese Tour verließ Bassist Werner Kleinhans die Band und wurde durch Markus Gfeller ersetzt.
Für das nächste Album Matters of Survival (Februar 1995) arbeitete die Gruppe in Los Angeles mit dem Produzenten Keith Olsen (u. a. Whitesnake und Foreigner) zusammen. Höhepunkt des Jahres war ihr erneuter Auftritt beim Rock-am-Ring-Festival nach dem dortigen Debüt 1993.
Das im Februar 1997 veröffentlichte Album Voodoo Vibes nahm die Gruppe zusammen mit Produzent Thomas Kemper in nur 18 Tagen in den Studios von Dieter Dierks auf. Das Album ist spürbar vom Grunge beeinflusst, der im Rockbereich während der 1990er Jahre sehr in Mode war. Die Experimentierfreudigkeit gefiel allerdings vielen Fans nicht. In einem Interview, das er 2004 dem Metal Hammer gab, gestand Bernhard Weiß, dass er sich zu sehr von damaligen Trends habe beeinflussen lassen.
Nach der Veröffentlichung dieses Album folgte eine Tour mit U.D.O. als Co-Headliner, bevor Gitarrist Walter Pietsch im Januar 1998 die Band verließ. Er wurde durch Guido Wehmeyer ersetzt. Bassist Markus Gfeller stieg ebenfalls aus; für ihn kam Kuno Niemeyer.
Im Jahr darauf machte die Band bei der Internetplattform MP3.com ein Raritätenalbum namens Pure & Rough zum Download zugänglich, das nach dem Untergang der Plattform über die Webseite der Band verkauft wurde. Im gleichen Jahr trat die Band in der neuen Besetzung beim Wacken Open Air auf.

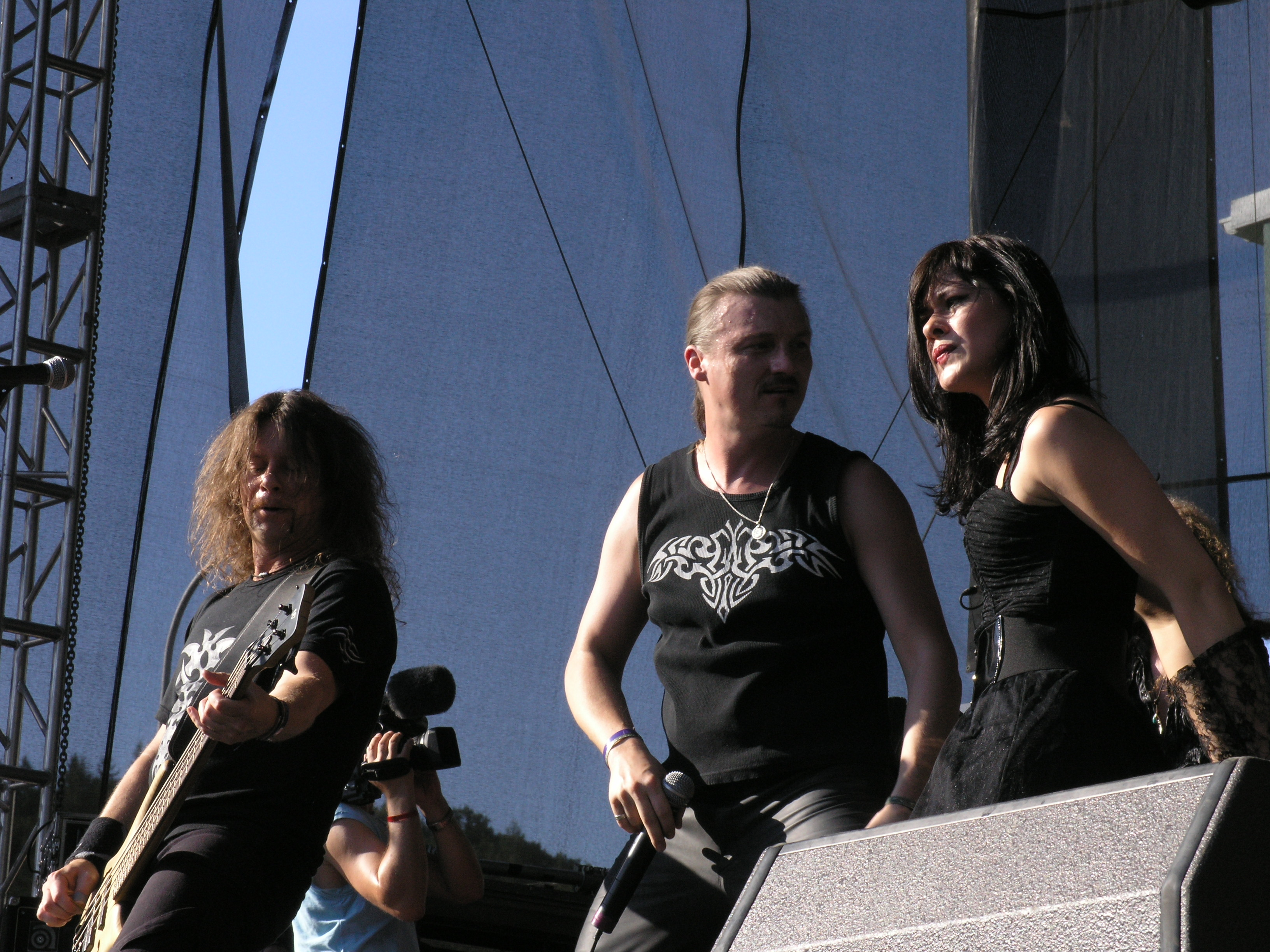
Rob Schomaker, Bernhard Weiß und Lakonia

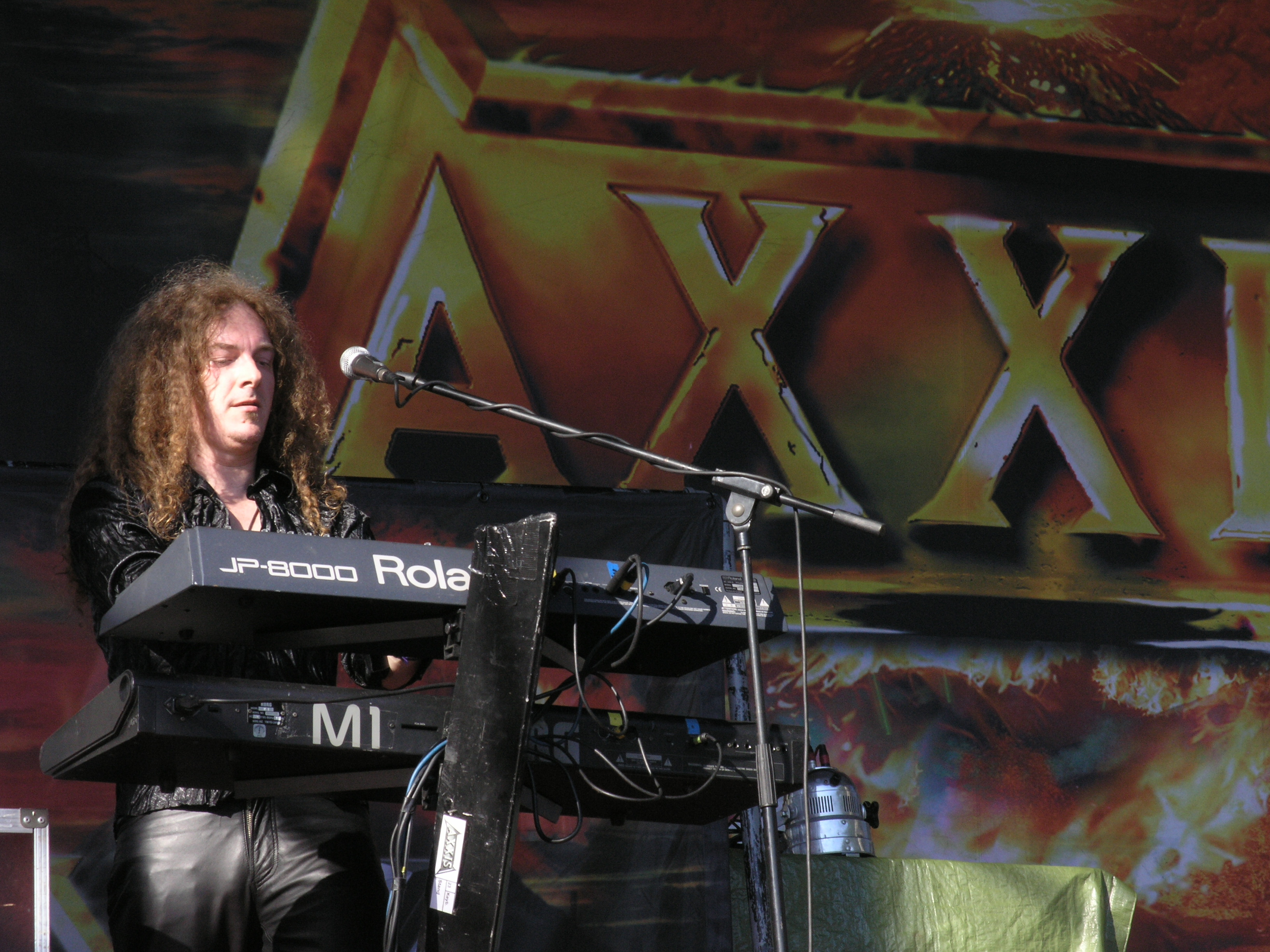
Harry Oellers am Keyboard

Im März 2000 waren Axxis mit einem neuen Album wieder da. Das Album Back to the Kingdom vermittelte durch den an das Debüt angelehnten Titel einen Neustart. Eine Tour mit Pink Cream 69 folgte wie ein Auftritt am Rockmachina-Festival in Spanien.
Im September 2001 erschien das nächste Studioalbum Eyes of Darkness, das unter anderem eine Coverversion des Aphrodite’s-Child-Songs The Four Horsemen enthält. Auf Europatour ging die Band ab Januar 2002 mit Kamelot, wobei Axxis in Deutschland als Headliner fungierten, beim Rest der Tour allerdings die Position der Vorband innehatten.
Für das 2003 erschienene Album Time Machine holte sich die Band den Pink Cream 69-Trommler Kosta Zafiriou ins Studio, da Richard Michalski seit über einem Jahr vermisst wurde und auch eine polizeiliche Suche nach dem Musiker ohne Erfolg blieb. Das Album fiel im Vergleich zu früheren Alben überraschend hart aus. Als neuer Drummer stieß nach der Veröffentlichung André Hilgers von Silent Force zur Band. 2004 tourten Axxis mit Pink Cream 69 und Crystal Ball durch Europa. Im Juli verließ Bassist Kuno Niemeyer die Band und wurde durch Rob Schomaker ersetzt. 2005 folgten Konzerte mit Gotthard.
Mit Paradise in Flames erscheint im Januar 2006 ihr neuntes Studioalbum. Die Sängerin Lakonia, die bereits auf Time Machine als Backgroundsängerin zu hören war, sang auf einigen Songs erstmals im Duett mit Bernhard Weiß. Im März tourten sie durch Italien, Belgien und die Schweiz im Vorprogramm von Helloween. Im Mai folgte eine Double-Headliner-Tour in Deutschland mit Krokus. Gitarrist Guido Wehmeyer verließ die Band im Dezember 2006. Sein Ersatz wurde Ende Januar 2007 der 22-jährige Marco Wriedt.
Am 16. November 2007 veröffentlichten Axxis ihr zehntes Album Doom of Destiny, auf dessen limitierter Auflage als Bonustrack erstmals ein deutschsprachiger Song (Engel aus Hass) enthalten ist. Auch dieses Mal wurden sie gesanglich von Lakonia unterstützt – noch intensiver als zuvor. Von November 2007 bis Ende Januar 2008 waren Axxis europaweit als Support mit Helloween und Gamma Ray auf Tournee.
2008 spielten sie erneut auf dem Wacken Open Air, diesmal als Headliner auf der Partystage.
Nach dem Ausstieg von André Hilgers wurde am 8. November als neuer Schlagzeuger der Mekong Delta- und ehemalige Annihilator-Tour-Drummer Alex Landenburg bekannt gegeben, der aber nur kurze Zeit in der Band spielte. Dirk Brand vertrat ihn immer häufiger und stieß dann 2012 offiziell zur Band.
Ende August 2009 erschien ihr neues Album Utopia, auf dem sich auch zum ersten Mal in der Bandgeschichte ein regulärer Track in deutscher Sprache befindet. Außerdem wurde auf dem Album zum 20-jährigen Jubiläum der Band ein 12-minütiger Anniversary-Song eingespielt, auf dem Andi Deris (Helloween), Doro Pesch (Doro), Schmier (Destruction), David Readman (Pink Cream 69), Claus Lessmann (Bonfire), Rolf Stahlhofen (Ex-Söhne Mannheims), Walter Pietsch (Ex-AXXIS) zum Medley der Band singen.

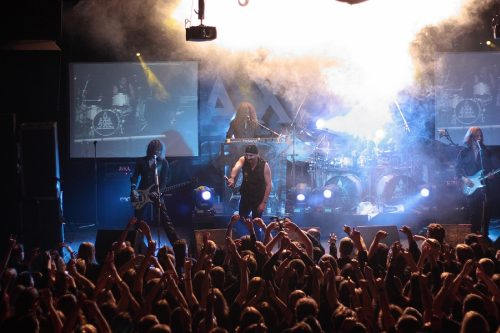
AXXIS am 13. Dezember 2009 in der Zeche/Bochum Anniversary Show

Ende des Jahres wurde in der Zeche Bochum ein ausverkauftes, vierstündiges Konzert im Zeichen ihres 20-jährigen Bestehens gegeben. Dabei drangen Fans darauf, dieses Konzert aufzeichnen zu dürfen. Die Band erlaubte es und entschied sich aus diesem Material eine DVD zu produzieren. Ein Jahr lang wurden die unterschiedlichen Filmformate aufbereitet, das Material gesichtet und 33 Lieder abgemischt. Cover, Booklet, Pressung alles wurde komplett von Fans und Band erstellt.
Anfang 2011 gründeten Axxis ihr eigenes Label Phonotraxx Publishing, welches als Musikverlag schon seit 2002 existiert und produzierten die erste, echte offizielle Bootleg DVD einer Band weltweit. Im Juni 2011 kam diese DVD namens 20 Years of Axxis – The Legendary Anniversary Live Show als offizielles Bootleg auf den Markt. Im Zuge dieser Veröffentlichung gingen Axxis 2011 mit der Supportband Dawn of Destiny, die auch auf Phonotraxx erscheinen, auf eine teilweise ausverkauften Tour und spielten nur Lieder der ersten drei Alben ihrer Karriere. Schlagzeuger Alex Landenburg verließ Ende 2011 die Band. Sein Nachfolger wurde Dirk Brand. 2012 unterzeichneten Mercury Falling einen Plattenvertrag beim AXXIS-Label Phonotraxx und spielten einige gemeinsame Shows mit ihnen.
Am 28. Februar 2014 erschien anlässlich des 25-jährigen Jubiläums der Band eine schwarze und eine weiße Ausgabe des Albums Kingdom of the Night II. Auf der weißen Ausgabe ist auch der Song 21 Crosses enthalten, welcher an die 21 Opfer des Unglücks bei der Loveparade 2010 erinnern soll. Die Band trat mit diesem Song am 24. Juli 2014 anlässlich einer Gedenkfeier für die Opfer in Duisburg auf.
Anlässlich ihres 25-jähriges Bestehens feierten Axxis am 28. Dezember 2014 ihr Jubiläum. Es wurden Freunde und Künstler, die Wegbegleiter der Band waren, eingeladen. Gemeinsam wurde dabei eine 3-stündige DVD mit den Namen 25 Years of Rock & Power – Axxis & Friends produziert. Die teilnehmenden Künstler dabei waren Doro Pesch, Victor Smolski (Ex-Rage), Hannes Braun (Kissin’ Dynamite), André Hilgers (Ex-Rage, ex-Axxis, Silent Force), Jeanette Scherff (Dawn of Destiny), Lucky Maniatopoulos (Rage), Janni Maniatopoulos (Tri State Corner), Pitti Hecht (Scorpions Percussion) und das Axxis-Gründungsmitglied Werner Kleinhans. Wieder erschien die DVD auf dem eigenen Label Phonotraxx Publishing.
Nach einer Schaffenspause meldeten sich Axxis Anfang 2017 mit dem Album Retrolution zurück, das auf Platz 36 der deutschen Charts einstieg, im Oktober 2018 erschien das neue Studioalbum unter dem Titel Monster Hero, welche beide von einer erfolgreichen Tour begleitet wurden.
Anlässlich ihres dreißigjährigen Bestehens im Jahr 2019 veröffentlichten sie ihre erste Live-Blu-Ray Bang Your Head with Axxis.
Im November 2019 erscheint ein neues Doppelalbum Best of EMI-Years mit Neuaufnahmen von Liedern aus den Jahren 1989–1997.
Im April 2024 gaben Axxis bekannt, dass das am 12. Juli 2024 erscheinende Album „Coming Home“ sowie die kommende Tour zum 35. Bandjubiläum, das Ende der Bandgeschichte sein werden.

## Diskografie

### Studioalben
- 1989: Kingdom of the Night
- 1990: II
- 1993: The Big Thrill
- 1995: Matters of Survival
- 1997: Voodoo Vibes
- 1999: Pure & Rough
- 2000: Back to the Kingdom
- 2001: Eyes of Darkness
- 2004: Time Machine
- 2006: Paradise in Flames
- 2007: Doom of Destiny
- 2009: Utopia
- 2012: reDISCOver(ed) (Coveralbum)
- 2014: Kingdom of the Night II (Black Edition)
- 2014: Kingdom of the Night II (White Edition)
- 2017: Retrolution
- 2018: Monster Hero
- 2024: Coming Home

### Livealben und Kompilationen
- 1991: Access All Areas (Live)
- 1994: Profile – The Best of Axxis (Japan Kompilation)
- 1994: Pure & Rough (Internet-CD, über Homepage beziehbar)
- 2000: Collection of Power
- 2006: Best of Ballads & Acoustic Specials
- 2011: 20 Years of Axxis: The legendary Anniversary Live Show (Doppel-DVD und Doppel-CD)
- 2014: Kingdom of the Night II – Black Edition + White Edition
- 2015: 25 Years of Rock and Power
- 2019: Best of EMI-Years (Doppel-CD, Best-of mit Neuaufnahmen von Liedern aus den Jahren 1989–1997)

### Singles und EPs
- 1988: Kingdom of the Night (EP)
- 1989: Kingdom of the Night / For a Song
- 1989: Living in a World
- 1989: Fire and Ice / Just One Night
- 1990: Tears of the Trees
- 1990: Ships Are Sailing
- 1990: Touch the Rainbow
- 1990: Hold You
- 1990: Save Me
- 1991: Little Look Back (live)
- 1993: The Big Thrill (EP)
- 1993: Stay Don’t Leave Me
- 1993: Love Doesn’t Know Any Distance
- 1995: Another Day
- 1997: Sarajevo
- 2000: Collection of Power (Fan-EP)
- 2020: Virus of a Modern Time Digital-EP (nur download & auf Streaming-Plattformen)

### Videoalben
- 2011: 20 Years of Axxis: „The legendary Anniversary Show“ Zeche/Bochum (live)
- 2015: 25 Years of Rock & Power – Axxis & Friends – A Very Special Show (live)
- 2019: Bang Your Head with Axxis (Blu-Ray live vom ‚Bang Your Head‘ Festival 2017)